# Contea di Chengde
La contea di Chengde (承德县S, Chéngdé XiànP) è una contea della Cina, situata nella provincia di Hebei e amministrata dalla prefettura di Chengde.